# 캐런 셰퍼드
캐런 셰퍼드(Karen Sheperd, 1961년 11월 12일 ~ )는 미국의 전문 스턴트 배우이다.

## 영화
- 파이어스톰 (1995년)
- 골든 피닉스 (1993년)
- 사이보그 2 (1993년)
- 터미네이터 우먼 (1993년)
- 무적자 (1992년)
- 피의 경주 (1991년)
- 액션 진기명기 (1990년) - 본인 역
- 천상의 검 (1985년)